# SS Faith
El S.S. Faith (Steam Ship) fue el primer barco de hormigón armado construido en Estados Unidos. La construcción de barcos de hormigón armado (hechos de cemento y hierro) había empezado, sin embargo, muchos años antes. El primer barco construido con estos materiales fue en 1854 en Carces, Francia, cuando Lambort construyó un pequeño bote de remos y después lo presentó en la Exposición Mundial.
En Estados Unidos su desarrollo se debe a que, en la Primera Guerra Mundial, había escasez de materias primas (hierro) para la construcción de barcos.

## Construcción
William L. Comyn, hombre de negocios, pensó en la posibilidad de fabricar barcos de hormigón armado. Como no consiguió los fondos necesarios formó la San Francisco Shipbuiding Company que empezó su labor construyendo el Faith. Comyn señaló que Cuando se empezaron a construir los barcos de hierro se dijo que no flotarían, ahora se dice lo mismo de los barcos de hormigón pero se comprobará como flotan perfectamente.
En principio se iban a construir 24 barcos de este tipo pero cuando acabó la Primera Guerra Mundial solo estaban haciéndose en astilleros 12 de estos barcos. Estos barcos eran más baratos de construir que uno de hierro: 25.000$ frente a los 500.000$ de uno de hierro, pero tenían un mantenimiento mucho más caro.

### Características técnicas
- 102,56 x 13,56 x 6,86 m (336.5 x 44.5 x 22.5 pies)
- 6125 toneladas
- 2 motores triples de expansión de vapor
- 1760 caballos de potencia
- 10 nudos de velocidad

## Servicio

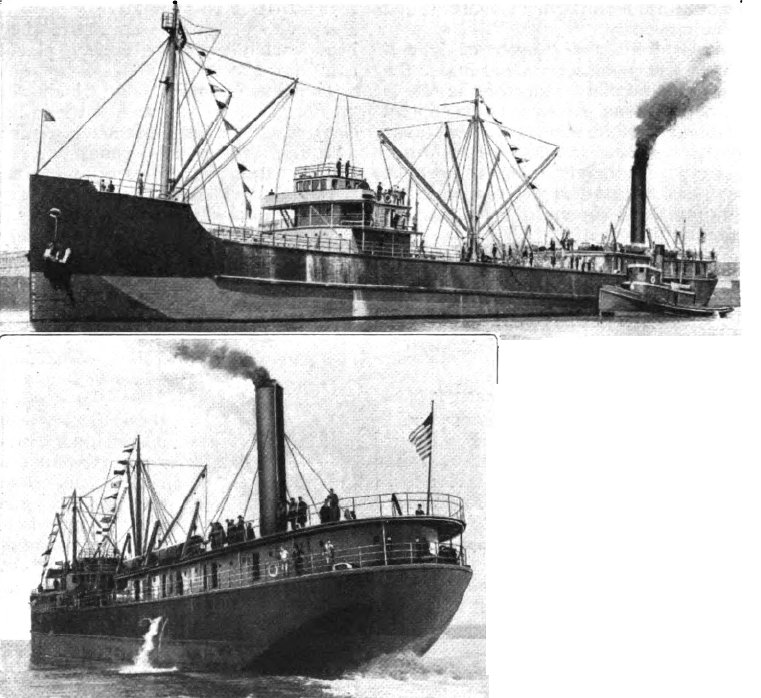
El SS faith navegando.

En principio estaba destinado para servir en la Primera Guerra Mundial pero fue dedicado al transporte. Sus primeros viajes tuvieron como destino Vancouver, Valparaíso, Balboa y Nueva York.
La vida del Faith fue corta pues el 1921 fue vendido a Cuba donde se utilizó como rompeolas.
Como dato curioso en la Segunda Guerra Mundial se volvió a utilizar este material para construir barcos que participaron en el desembarco de Normandía.